# Вікторія Бенедиктсон
Вікторія Марія Бенедиктсон (швед. Victoria Benedictsson, уроджена Брюзелюс; 6 березня 1850, Домме, Мальмехус — 21 липня 1888, Копенгаген) — шведська письменниця, провісниця шведського реалізму в літературі. Сучасні критикині та критики називають Бенедиктсон представницею раннього фемінізму.

## Життєпис
Народилася в селі Домме (провінція Сконе, Швеція) у 1850 році. У 21-річному віці одружилася зі вдівцем з Гербі (швед. Hörby), у якого було п'ятеро дітей. В 1873 році народила доньку Гільма, а в 1876 році — Елен. Шлюб не приніс Вікторії, як і роман з данським літературознавцем і літературним критиком Георгом Брандесом. Їх, а також невдоволення через малоінтелектуальне життя, яке змушена була вести Бенедиктсон, називають серед можливих причин її несподіваного самогубства 21 липня 1888 року в номері готелю Leopold's Hotel в Копенгагені — вона перерізала сонну артерію бритвою у дванадцяту річницю смерті доньки Елен.

## Творчість
Поряд з Августом Стріндбергом Бенедиктсон відзначають як одну з головних фігур шведського реалістичного стилю літературного письма. Стиль її робіт відносять до літературного натуралізму. У своїх художніх вона творах описувала існуючу нерівність у шлюбі та відносинах між жінками й чоловіками загалом (романи «Гроші», 1885; «Мадам Маріанна», 1887): багато писала про права жінок; а також особливості життя провінції, в якій мешкала (книга нарисів «З Сконе», 1884). Через упередження щодо жінок писала під чоловічим псевдонімом Ernst Ahlgren. 